# Élections constituantes de 1946 dans l'Oise
Les élections constituantes françaises de 1946 se tiennent le 2 juin. Ce sont les deuxièmes élections constituantes, après le rejet du projet de Constitution française du 19 avril 1946 lors du référendum du 5 mai.

## Mode de scrutin
L'assemblée constituante est composée de 586 sièges pourvus au scrutin proportionnel plurinominal suivant la règle de la plus forte moyenne dans chaque département, sans panachage ni vote préférentiel.
Dans le département de l'Oise, cinq députés sont à élire.

## Élus
| Député sortant    | Parti | Parti | Député élu ou réélu | Parti | Parti |
| ----------------- | ----- | ----- | ------------------- | ----- | ----- |
| André Mercier     |       | PCF   | André Mercier       |       | PCF   |
| Jeanne Léveillé   |       | PCF   | Amand Brault        |       | PCF   |
| Jean Biondi       |       | SFIO  | Jean Biondi         |       | SFIO  |
| Eugène Delahoutre |       | MRP   | Eugène Delahoutre   |       | MRP   |
| Jean Legendre     |       | PRL   | Jean Legendre       |       | PRL   |

## Résultats

### Résultats à l'échelle du département
| Parti    | Parti    | Tête de liste     | Résultats | Résultats | Sièges |  |
| Parti    | Parti    | Tête de liste     | Voix      | %         |        |  |
| -------- | -------- | ----------------- | --------- | --------- | ------ |  |
|          | PCF      | André Mercier     | 59 549    | 30,81     | 2      |  |
|          | SFIO     | Jean Biondi       | 38 120    | 19,72     | 1      |  |
|          | MRP      | Eugène Delahoutre | 29 626    | 15,33     | 1      |  |
|          | PRL      | Jean Legendre     | 44 709    | 23,13     | 1      |  |
|          | RGR      | Charles Desgroux  | 21 289    | 11,01     | -      |  |
|          |          |                   |           |           |        |  |
| Inscrits | Inscrits | Inscrits          | 229 380   | 100,00    | 5      |  |
| Votants  | Votants  | Votants           | 196 774   | 85,79     |        |  |
| Exprimés | Exprimés | Exprimés          | 193 297   | 98,23     |        |  |